# Список славянских племён

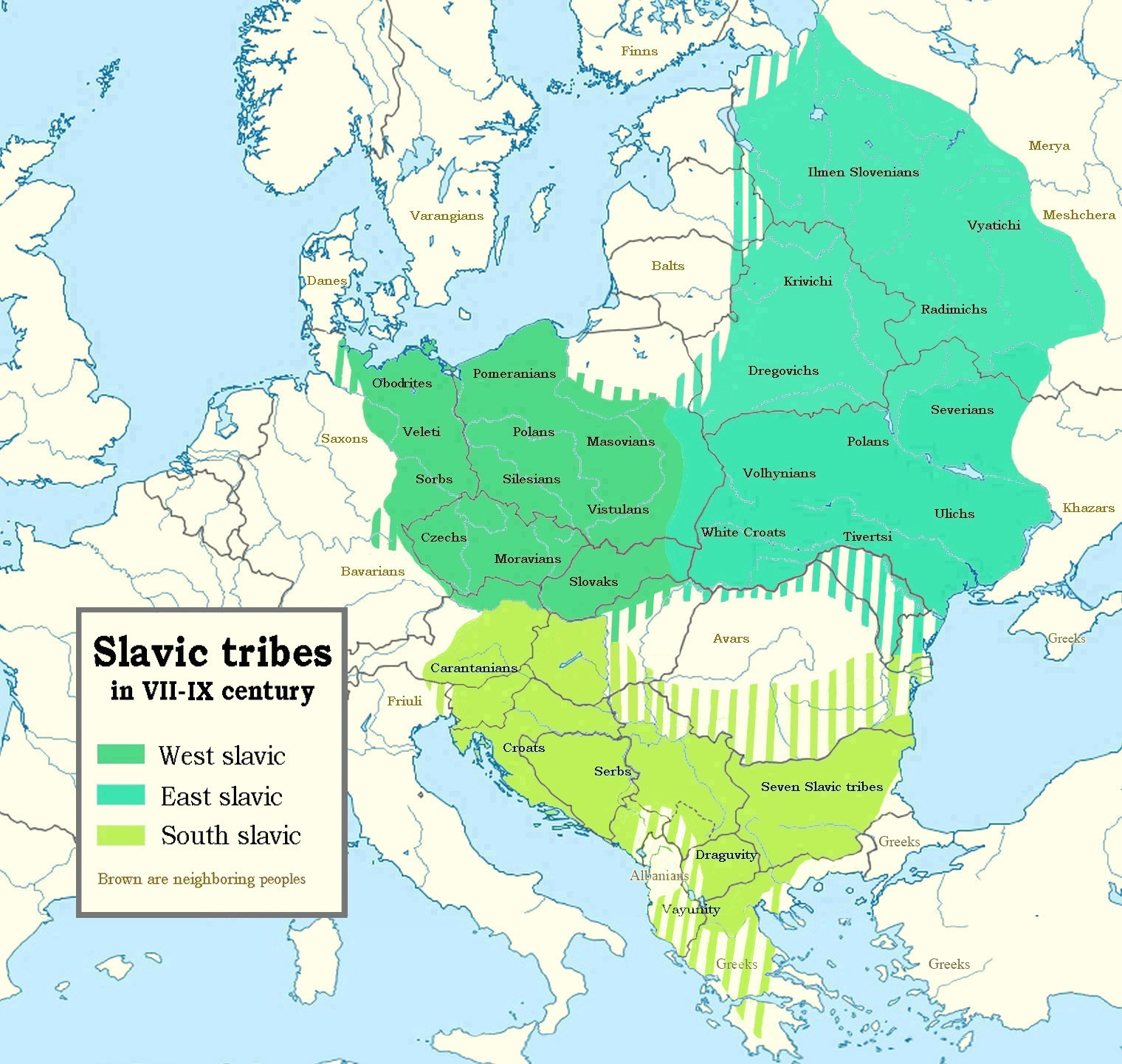
Славянские племена в VII—IX веках

Список славянских племён, сформировавшихся в ранние периоды их истории, то есть до образования и в первые века существования первых славянских государств.

## Классификация

### Восточнославянские племена
- Бужане
  - Волыняне
- Донские славяне (?)
- Червяне
- Болоховцы

#### Племена Северо-Востока
- Радимичи
- Вятичи
- Северяне

#### Племена Севера
- Кривичи
  - Полоцкие кривичи
  - Псковские кривичи
  - Тверские кривичи
  - Смоленские кривичи
- Словене

#### Племена Юга
- Белые хорваты
- Тиверцы
- Уличи

#### Дулебская группа
- Волыняне
- Древляне
- Поляне
- Дреговичи

### Западнославянские племена

#### Польские племена
- Гопляне
- Лендзяне
- Любушане
- Мазовшане
- Западные поляне
- Серадзане
- Висляне
- Куявы

##### Силезские племена
- Бежунчане
- Бобряне
- Силезские хорваты
- Дедошане
- Голенжицы
- Ополяне
- Слупяне
- Слензане

#### Поморяне
- Кашубы
- Пыжичане
- Волиняне
- Словинцы

#### Полабские славяне

##### Лютичи
- Брежане
- Черезпеняне
- Хижане
- Доленчане
- Дошане
- Моричане
- Нелетичи
- Руяне
- Ратари
- Речане
- Спревяне
- Гавеляне
- Укране
- Замчичи
- Земчичи

##### Ободриты
- Бутинцы
- Древане
- Глиняне
- Бодричи
- Смолинцы
- Вагры
- Варны
- Полабы

##### Лужичане
- Худичи
- Далеминцы
- Коледичи
- Лужичане
- Мильчане
- Сусельцы
- Жирмунты
- Житичи
- Нелетичи
- Нижичи
- Нишане
- Сербы

#### Чешские племена
- Дечане
- Дулебы
- Ганаки
- Зличане
- Литомеричи
- Лучане
- Моравы
- Ходы

### Южнославянские племена

#### Болгарские племена
- Союз семи славянских племён
- Северцы
- Смоляне
- Струмяне
- Верзиты
- Драговиты

#### Греко-македонские племена
- Эзериты
- Милинги
- Сагудаты
- Ваюниты
- Велегезиты
- Ринхины

#### Далматинские племена
- Хорутане
- Гачане
- Браничевцы
- Мораване
- Ободриты

##### Сербские племена
- Белые сербы
- Неретвляне
- Захумляне
- Травуняне
- Конавляне
- Дукляне
- Тимочане